# لويزة غنتري
لويزة غنتري (الاسم العلمي: Aloysia gentryi) هو نوع نباتي يتبع جنس اللويزة من فصيلة اللويزية.